# Quad City Storm
Quad City Storm je profesionální americký klub ledního hokeje, který sídlí v Moline ve státě Illinois. Založen byl v roce 2018. Do profesionální SPHL vstoupil v ročníku 2018/19. Své domácí zápasy odehrává v hale TaxSlayer Center s kapacitou 9 200 diváků. Klubové barvy jsou světle modrá, černá a šedá.

## Přehled ligové účasti
Zdroj: 
- 2018– : Southern Professional Hockey League